# Carlo Andrea Pozzo di Borgo
Carlo Andrea Pozzo di Borgo, anche noto come Conte Pozzo di Borgo (Alata, 8 marzo 1764 – Parigi, 15 febbraio 1842), è stato un diplomatico e politico italiano, una delle figure più importanti dell'impero russo, acerrimo nemico di Napoleone Bonaparte e sostenitore di Pasquale Paoli nell'indipendenza della Corsica.

## Biografia

### Esordi

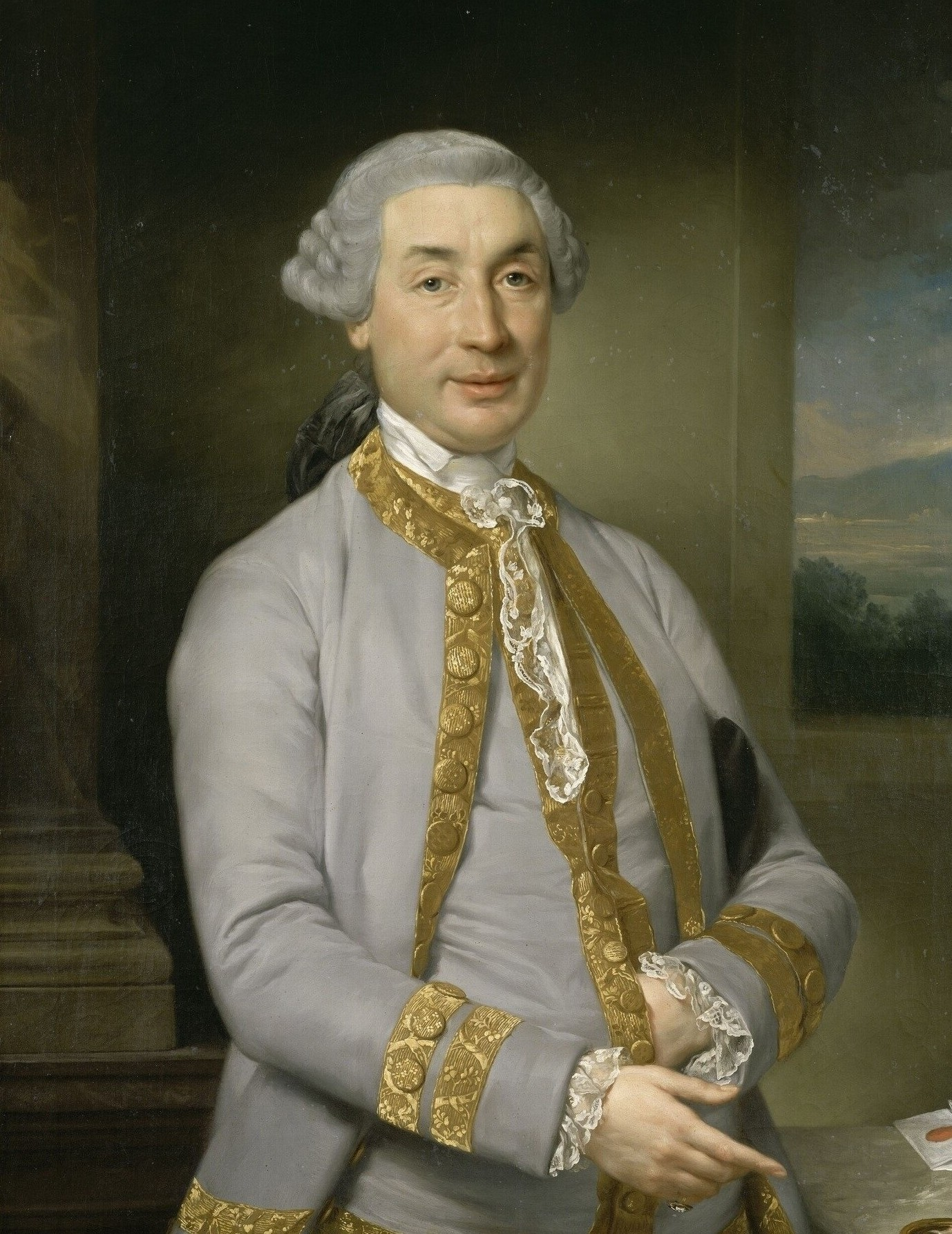
Ritratto di Carlo Maria Buonaparte

Nato ad Alata, in Corsica vicino ad Ajaccio, da Giuseppe Maria (1730-1781) e Maria Maddalena Giovannai, da cittadino genovese (l'isola sarebbe stata ceduta alla Francia solo quattro anni più tardi).
Studiò nel convento di Vico, poi al collegio reale di Ajaccio, e infine il 30 maggio 1787 si laureò in diritto con il professore Tosi all'Università di Pisa, ove fu compagno di studi di Giuseppe Buonaparte (nato nel 1768 e laureatosi il 24 aprile 1788). Si trattava, d'altronde della tradizione della nobiltà còrsa: fra il 1737 e il 1801, ad esempio, oltre 100 giovani còrsi conseguirono la laurea a Pisa.
In quegli anni la sua famiglia era vicina a quella dei Buonaparte e Carlo Andrea conobbe assai bene, oltre Giuseppe, anche il minore Napoleone (classe 1769): erano fra loro cugini di 5º grado, eredi di due famiglie fedeli a Pasquale Paoli nel suo tentativo indipendentista.  Carlo Maria Buonaparte aveva, addirittura, servito, come aiutante di campo del Paoli alla battaglia di Pontenuovo del 9 maggio 1769, che segnò la sconfitta dei Còrsi e l'esilio del Paoli, imbarcatosi a Porto Vecchio il 13 giugno di quell'anno.

### Gli anni della rivoluzione francese

#### Delegato moderato a Parigi
Il vero debutto politico di Carlo Andrea ebbe luogo nel 1791, quando fu eletto delegato della Corsica agli Assemblea legislativa a Parigi. Inizialmente gli fu affidata, addirittura, la redazione di uno speciale cahier de doléances:  non senza effetto, tenuto conto che, in quel 1789, l'assemblea dichiarava l'isola parte integrante del regno di Francia, vi estendeva i diritti e le leggi francesi e richiamava i fuorusciti còrsi, vietando che fossero perseguitati.
Qui Pozzo sedette sui banchi della destra e si oppose a provvedimenti quali la Costituzione civile del clero.  Sinché dovette fuggire, nell'agosto 1792, al precipitare degli avvenimenti coinciso con la prima comune di Parigi e la proclamazione della repubblica: Pozzo, in effetti, aveva mantenuto idee monarchiche, piuttosto pericolose nella Parigi di quegli anni tumultuosi.

#### Rientro in Corsica

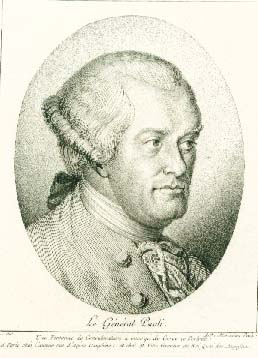
Ritratto di Pasquale Paoli, coeva, stampa, Marcenay de Ghuy

Rientrato in Corsica, venne calorosamente accolto da Pasquale Paoli, che lo scelse come capo del governo civile (procuratore-generale-sindaco), mentre egli stesso comandava l'esercito, con il titolo di luogotenente generale conferitogli nel luglio 1792.
La politica dell'isola era gravemente condizionata dai tre partiti principali: ai tradizionali indipendentisti si erano aggiunti (per divisione del partito francese) i monarchici fedeli al Borbone e i giacobini.  Nelle sue memorie il Pozzo ricorda come tali divisioni derivassero «meno da divergenze ideologiche, che dall'ambizione che portava le diverse famiglie di notabili ad affermarsi nel piccolo quadro (così ristretto) della Corsica».  In particolare Pozzo era rimasto fedele al partito indipendentista del Paoli.  Al contrario, i fratelli Buonaparte, memori della scelta filo-francese operata dal padre Carlo Maria (almeno dal 20 settembre 1769 quando aveva accettato la nomina ad assessore della corte reale – l'amministrazione - borbonica di Ajaccio e del suo distretto), erano divenuti paladini del partito giacobino.
Probabilmente, alla definitiva rottura dei rapporti, contribuì la morte dei due vecchi alleati: Carlo Maria era morto nel 1785, Giuseppe Maria il 7 giugno 1781, nella natia Alata.

#### L'assedio di Cagliari
La rottura fra indipendentisti e giacobini non si era ancora consumata. Pozzo e il Paoli non rifiutavano la propria collaborazione. Tant'è che, quando Parigi organizzò una prima invasione della Sardegna (possesso di Carlo Emanuele IV di Savoia) affidata all'ammiraglio Truguet, Pasquale Paoli gli affidò un reggimento di volontari, comandato da suo nipote, il Colonna-Cesari.
Sbarcati presso Cagliari l'8 gennaio 1793, i còrsi vennero accolti a cannonate.  Risposero bombardando la città e, alcuni giorni dopo, sbarcarono al forte di Sant'Elia, dove vennero respinti e costretti a reimbarcarsi in grande disordine. Fino a che, il 17 febbraio, vennero sorpresi da una tempesta e fecero vela verso la Corsica.

#### La battaglia de La Maddalena
Nel frattempo Napoleone era stato nominato tenente-colonnello, a capo di un reggimento di volontari còrsi. Questi si erano resi protagonisti di violenti scontri con soldati e marinai regolari a Bastia e ad Ajaccio. Cosicché si pensò di organizzare una spedizione militare contro l'arcipelago della Maddalena, possesso del re di Sardegna.
Essa venne affidata, per incarico del Paoli, al Colonna-Cesari. Le truppe, circa 800 uomini (compresi 150 regolari francesi), partirono da Bonifacio il 22 febbraio 1793, presero l'isolotto di Santo Stefano, da dove il 24 febbraio l'artiglieria comandata dal Buonaparte prese a bombardare La Maddalena, difesa da 150 soldati e 300 miliziani. Questi seppero rispondere con una certa efficacia, grazie ad una batteria piazzata sulla punta meridionale di Caprera e comandata da Domenico Millelire, a sua volta sostenuto da due navigli e da una batteria sita dalla parte di Palau. La notte fra il 25 e il 26 l'equipaggio dell'unica corvetta francese si ammutinò e comunicò di voler ripartire per Bonifacio. Dal che Colonna-Cesari e Napoleone si reimbarcarono abbandonando a terra anche i cannoni.

#### Ministro della Corsica indipendente e anti-giacobina
Già mentre le barche ripassavano lo stretto, Napoleone pronunciava durissime accuse contro l'incolpevole Colonna-Cesari.  Alcuni giorni dopo rincarò la dose, scrivendo non solo al Paoli ma anche al ministro della guerra a Parigi, denunciando viltà e tradimento (evidentemente per coprire responsabilità anche proprie). Alle sue denunce si unirono quelle del giacobino còrso Bartolomeo Arena, già commissario politico alla spedizione di Cagliari, che si incaricò di portare la denuncia formale di fronte alla Convenzione Nazionale.
In ogni caso difficilmente la Convenzione avrebbe potuto sopportare due insuccessi senza addebitarli ad un presunto colpevole.  Si decise di trovarlo nel Paoli: tanto che l'assemblea emise un ordine di convocazione, che si sarebbe tradotto in un sanguinoso processo, come era comune in quegli anni. Saggiamente, egli rifiutò di rispondere. Infatti, come prevedibile, il 2 aprile 1793, senza attendere l'esito dell'inchiesta, la Convenzione Nazionale decretò il suo arresto.
Cosicché il Paoli preferì accettare la protezione della flotta inglese: il 17 aprile rivolse un appello al popolo còrso affinché difendesse la propria patria e i propri diritti e, il 10 giugno 1794, una Consulta generale a Corte proclamò il Paoli Babbu di a Patria e le famiglie Buonaparte ed Arena vennero additate al pubblico disprezzo. Soprattutto, l'assemblea giurò fedeltà al re d'Inghilterra e alla costituzione che quel principe aveva offerto ai còrsi. Questa prevedeva un parlamento e un viceré. Da segnalare che l'italiano ne era la lingua ufficiale.
Governatore venne nominato il conte Gilbert Elliot e Pozzo presidente del Consiglio di Stato: la più alta figura politica dell'isola.

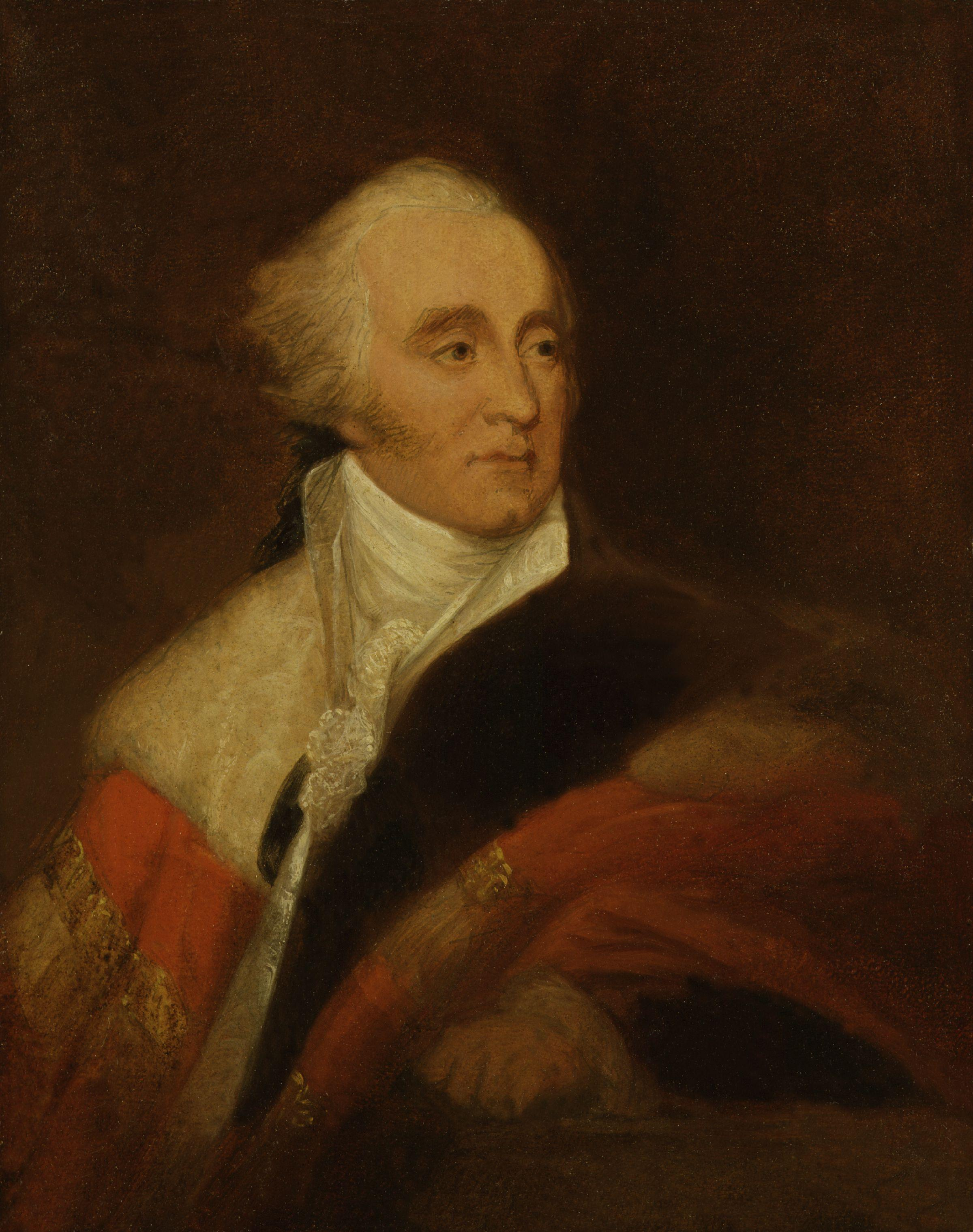
Ritratto di Lord Minto (ca. 1812), W. Joseph Edwards, Londra, National Portrait Gallery

Come conseguenza di tutto ciò la Convenzione dichiarò il 17 luglio Pasquale Paoli "traditore della Repubblica francese" e mise in stato d'accusa più di venti patrioti còrsi, fra i quali il Pozzo di Borgo.
L'atteggiamento dei Buonaparte in materia fu piuttosto ambiguo: da un lato Napoleone fece sottoscrivere alla Società degli amici del popolo di Ajaccio, il suo circolo giacobino, una petizione alla Convenzione che invocava l'abrogazione del decreto di arresto del Paoli. Dall'altro il fratello minore, Luciano, premeva sul circolo democratico di Tolone perché accusasse di tradimento il luogotenente generale presso la Convenzione Nazionale di Parigi.
Nelle sue memorie il Pozzo attribuisce proprio allo scacco della Maddalena la definitiva rottura fra Napoleone e il Paoli. In tale contesto la casa dei Buonaparte ad Ajaccio venne saccheggiata e Napoleone non ebbe altra scelta che fuggire con l'intera famiglia, prima a Bastia poi, l'11 giugno, a Tolone, ove li attendeva Luciano Bonaparte. Così ebbe luogo la definitiva rottura fra i Pozzo e i Buonaparte.

#### Esilio a Londra
Il protettorato inglese durò dal 1794 al 1796. Pasquale Paoli, forse deluso della mancata nomina a governatore, si ritirò a Monticello, ben sorvegliato dagli inglesi che, il 13 ottobre 1795, lo costrinsero a trasferirsi in Inghilterra ove morirà il 5 febbraio 1807.
Nel frattempo il Pozzo faceva votare dal Parlamento la confisca dei beni dei fuorusciti, compresi i Buonaparte, dichiarati traditori della patria.
Nel giugno 1796 Napoleone, impadronitosi di Livorno, richiamò i fuorusciti e, nell'ottobre, li fece sbarcare sull'isola. Qui l'Elliot, che aveva concentrato la sua scarna guarnigione a Bastia e a San Fiorenzo, evacuò l'isola senza combattere.
Pozzo venne esplicitamente escluso da un successivo speciale provvedimento di amnistia generale e, nell'ottobre 1796, dovette fuggire: si rifugiò a Roma, dove fu oggetto delle pressanti attenzioni degli agenti giacobini. Si trasferì quindi a Londra, sotto la protezione dell'Elliot, divenuto, nonostante il comportamento poco onorevole, primo duca di Minto.

#### Permanenza presso la corte di Vienna

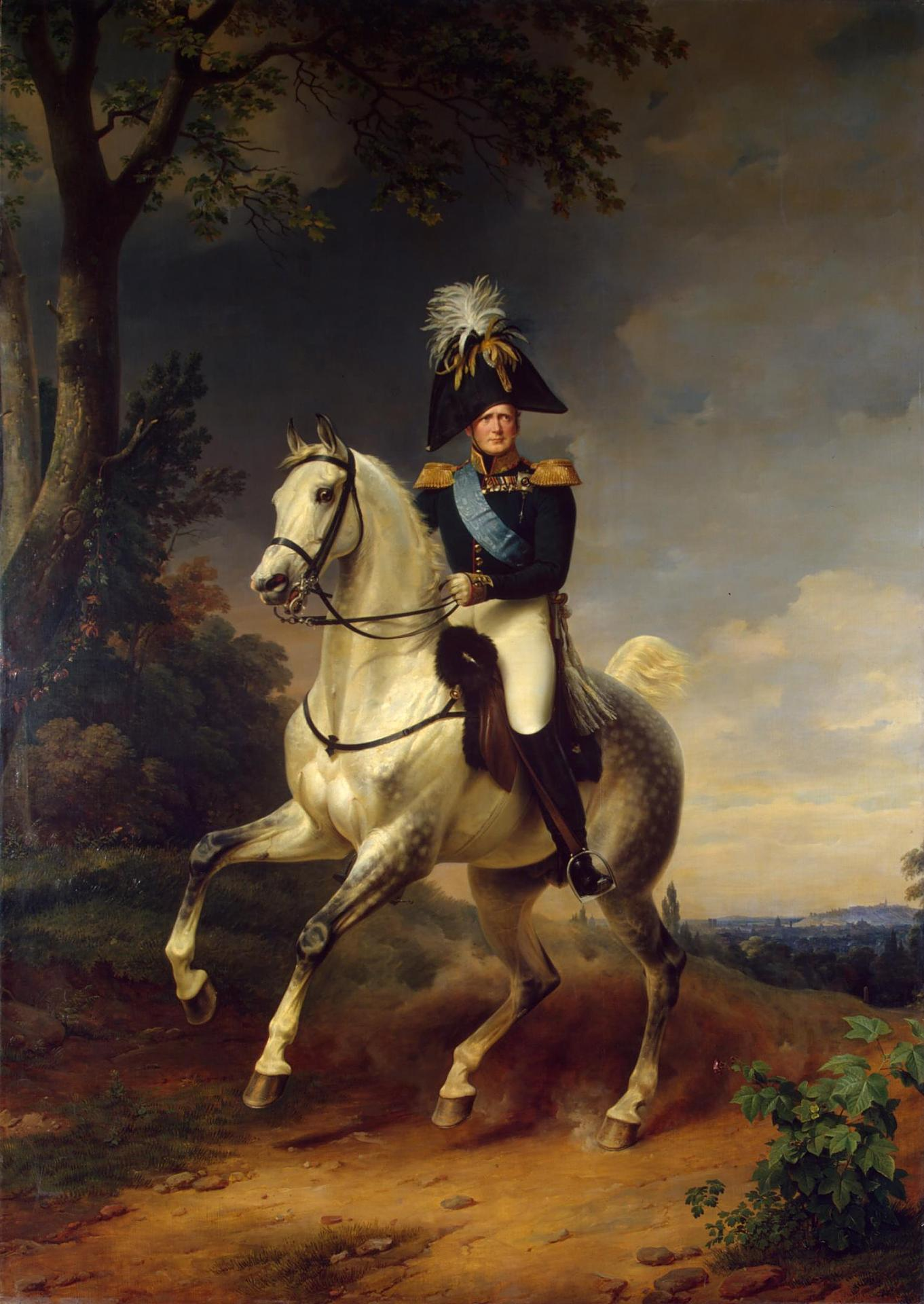
Ritratto dello zar Alessandro I, Franz Krüger (1812), San Pietroburgo, Galleria Militare del Palazzo d'Inverno

Il duca di Minto portò il Pozzo con sé quando venne nominato inviato speciale presso la corte di Vienna, nel 1801.
Qui Pozzo era conosciuto come un acerrimo nemico della rivoluzione e dell'ormai Primo Console Napoleone Bonaparte e venne, quindi, ben accolto a corte.
La vita dell'Impero austriaco era, in quegli anni, dominata dal sentimento di rivincita per le umiliazioni subite a causa delle vittorie di Napoleone, che avevano concluso la guerra della prima coalizione con il trattato di Campoformio (l'Austria aveva perso il Ducato di Milano) e quella della seconda coalizione (segnata dalle disfatte di Marengo e di Hohenlinden), con la pace di Lunéville.

### Diplomatico russo

#### Missioni militari in Italia, Prussia e Costantinopoli
Nel 1804, per intercessione del principe Czartoryski, Pozzo di Borgo entrò al servizio della diplomazia dello zar Alessandro I.
Ebbe quindi un ruolo nella stipula dell'alleanza austro-russa che portò, il 2 dicembre 1805, al disastro di Austerlitz, quando Napoleone I sconfisse duramente le forze austro-russe.
Alessandro I lo inviò poi come commissario presso gli Anglo-Napoletani e, nel 1806, commissario presso l'esercito prussiano.
Nel 1807 venne incaricato di una prestigiosa missione presso la Sublime Porta. Qui il 2 maggio 1806 era giunto come ambasciatore francese, il còrso Horace Sébastiani, con lo scopo esplicito di provocare la rottura dell'alleanza del Impero ottomano con la Russia e la Gran Bretagna, nel contesto della guerra della quarta coalizione. Il Sébastiani aveva convinto il sultano Selim III a dichiarare guerra alla Russia il 7 dicembre 1806. Al che Londra reagì, inviando sotto Costantinopoli una grande flotta, giunta nel gennaio 1807, per imporre una revisione degli accordi. Questa, nel successivo febbraio, venne respinta dalle batterie costiere turche nel corso di una singolare battaglia e dovette ritirarsi.

#### Nuovo esilio a Londra

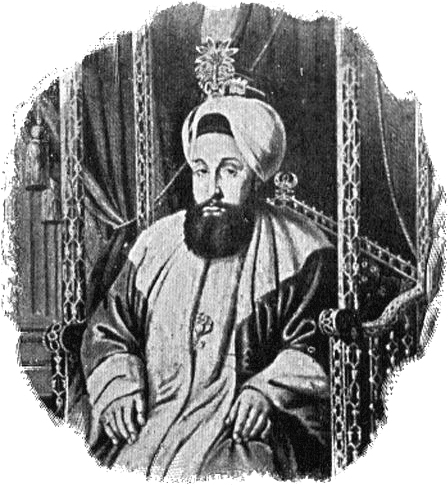
Ritratto del sultano Selim III

Questo il contesto della missione del Pozzo il quale, una volta giunto a Costantinopoli, fu sorpreso dalla notizia della Pace di Tilsit del 7 luglio 1807, che seguiva di circa un mese la sconfitta russa a Friedland, del 14 giugno 1807.  Essa mise fine al contenzioso, essendosi Napoleone impegnato a rinunciare all'alleanza con l'Impero Ottomano nel contesto di un'inedita mutua assistenza fra Francia e Russia, in chiave antibritannica.
Gli effetti a Costantinopoli non tardarono a manifestarsi, con il sultano assassinato nel corso di una rivolta dei giannizzeri. Ma ormai, tanto la missione del Sébastiani quanto quella del Pozzo avevano perso di significato: il primo lasciò Costantinopoli il 27 aprile 1808, per ricevere la gran croce della Legion d'onore. Mentre il Pozzo, nemico giurato di Napoleone, venne dimesso dal servizio.

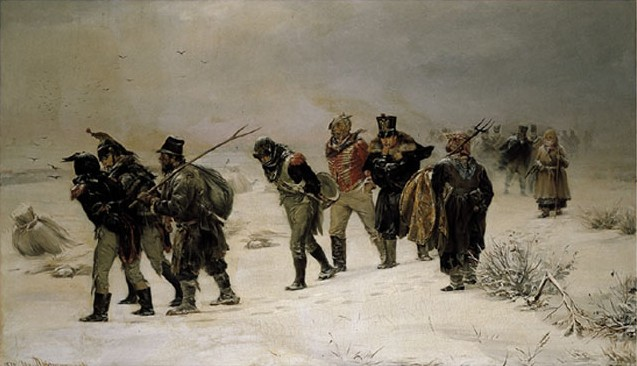
La ritirata della Grande Armée, di Illarion Pryanishnikov.

Rientrò a Vienna, dove il Metternich (o, più probabilmente, lo Stadion) gli comunicò di aver ricevuto un ordine di estradizione da parte dell'Imperatore dei francesi e gli suggerì un'onorevole fuga. Pozzo passò quindi a Londra, capitale della ultima potenza ancora indipendente da Parigi. Qui restò sino al 1812, quando venne richiamato da Alessandro I di Russia.
Era accaduto che il 13 dicembre 1810 lo zar Alessandro aveva autorizzato l'attracco di navi inglesi nei porti russi e mettendo così in moto un meccanismo diplomatico che spinse Napoleone a varcare il fiume Njemen il 24 giugno 1812 e ad iniziare la tragica campagna di Russia.

#### Inviato speciale dello zar Alessandro

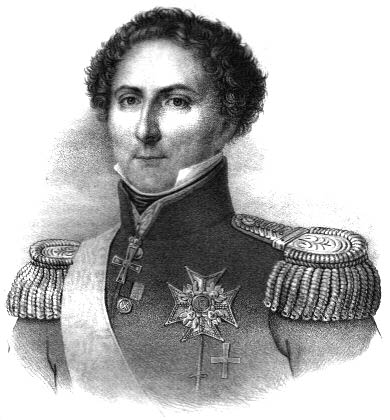
Ritratto del Bernadotte.

Ormai uomo di fiducia di Londra e San Pietroburgo, egli svolse un eccellente lavoro diplomatico: anzitutto con una missione in Svezia, ove si assicurò l'alleanza del Bernadotte, e poi rivitalizzando i suoi antichi legami famigliari, per seminare il dubbio fra i diversi membri della famiglia Bonaparte.
Poi venne la grande ritirata, seguita dalla vittoria dell'alleanza austro-russo-prussiana di Lipsia, avvenuta il 16-19 ottobre 1813: Napoleone si ritirò ordinatamente oltre il Reno e il 1º gennaio 1814 Schwarzenberg e Blücher lo passarono a loro volta e, dopo una serie di battaglie sul territorio francese (Campagna di Francia), Alessandro I e le truppe alleate entrarono il 31 marzo 1814 a Parigi. Il 6 aprile Napoleone abdicava a Fontainebleau e, nel maggio 1814, veniva firmata la Pace di Parigi.
Napoleone stesso attribuì al Pozzo un ruolo decisivo nella campagna, probabilmente per acredine personale.
Comunque sia, all'ingresso degli alleati a Parigi, Pozzo venne nominato commissario generale del governo provvisorio.  Poi, compiuta la restaurazione, divenne ambasciatore di Alessandro I presso la corte di Luigi XVIII.

#### Il Congresso di Vienna e i Cento giorni

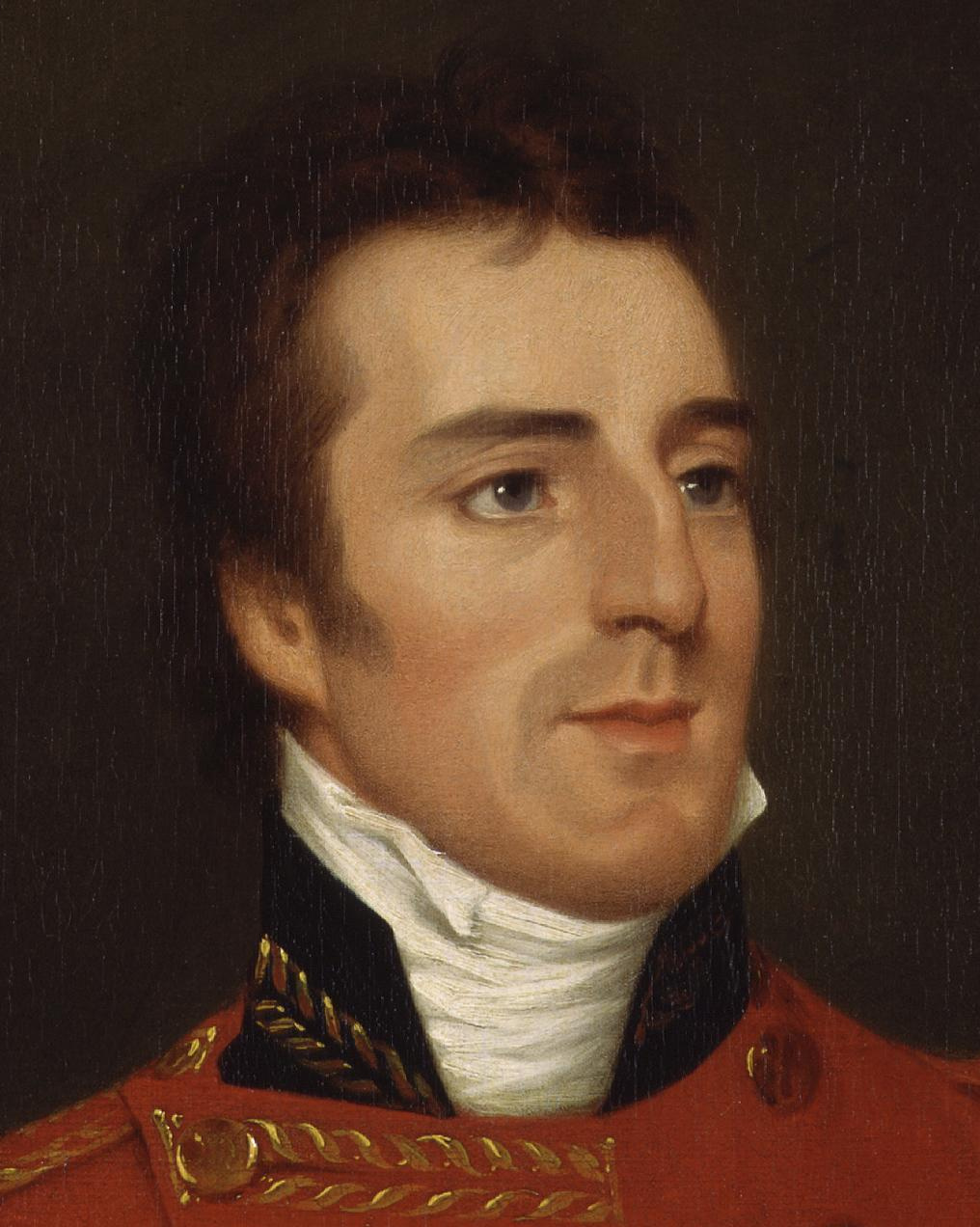
Ritratto giovanile del Duca di Wellington.

In tale funzione si occupò del tentato accordo matrimoniale fra il Duca di Berry e la Granduchessa Anna, figlia dello zar Alessandro I. Quest'ultimo lo inviò, anche, al Congresso di Vienna.
Durante i cento giorni il Pozzo raggiunse Luigi XVIII in Belgio in qualità di rappresentante di Alessandro I presso il Wellington: ebbe come incarico di proporre la pubblicazione di un proclama al popolo francese, con vaghe promesse liberali. Ma non ebbe alcun successo, dovendo confrontarsi con la intransigente opposizione dell'inglese, un militare estremamente conservatore e anti-francese.
Fu presente a Waterloo, ove, investito dalla carica dei corazzieri del colonnello Crabbé, fuggì nella boscaglia.

#### Una politica filo-francese
Nei primi anni della sua nuova permanenza a Parigi, Pozzo si dedicò a ridurre i pesanti obblighi imposti dagli alleati alla Francia, nonché ad accelerare la partenza delle forze di occupazione. Tanto che Luigi XVIII gli propose di assumere il portafoglio degli affari esteri. Il 15 gennaio 1816 lo nominò conte e nel dicembre 1818 Pari di Francia.
Tale atteggiamento, d'altra parte, lo rese sospetto a San Pietroburgo, ove taluni partiti consideravano eccessiva la sua vicinanza alla casa dei Borbone.

#### Una politica moderata
Durante la sua permanenza, Pozzo fu sempre sostenitore del partito moderato e del ministero del Richelieu, che sostenne, ad esempio, in occasione dello scioglimento della Chambre introuvable, il che gli causò notevoli problemi.  Innanzitutto con la parte più reazionaria della Santa Alleanza, a cominciare dal Metternich, che lo dichiarava, addirittura, responsabile della non sopita agitazione liberale (come la chiamava lui) in Francia.
La questione assunse maggiore importanza dopo la morte di Luigi XVIII, avvenuta il 16 settembre 1824. La politica strettamente reazionaria del successore, il fratello Carlo X, non servì altro che a provocare la rivoluzione di luglio e la caduta della dinastia. Le relazioni non dovettero, tuttavia, essere troppo cattive se è vero che, il 3 giugno 1829, Carlo X non gli negò una nobilitazione del blasone.
Alessandro I, l'antico protettore del Pozzo di Borgo, era morto nel 1825 e, da ormai due anni, regnava il fratello minore Nicola I, quando Pozzo, con due ukaze del 22 agosto e del 17 settembre 1827, venne insignito del titolo di conte ereditario dell'Impero russo.
L'ultimo significativo contributo del Pozzo fu quello superare le iniziali reticenze dello zar Nicola a riconoscere il nuovo sovrano francese, Luigi Filippo.

#### Ambasciatore a Londra
Nel 1832 Pozzo si recò presso la corte a Pietroburgo. Nel 1833 passò a Londra ove veniva a rinnovare le sue conoscenze, anzitutto col I duca di Wellington, già primo ministro e, dal 1834, ministro degli esteri. Qui, all'inizio del 1835, Pozzo venne raggiunto da un ordine da Pietroburgo che ne comandava il trasferimento all'ambasciata di Londra, come successore del principe Lieven (in carica sin dal 1812).
L'incarico non toglieva nulla al prestigio del Pozzo, al quale, però, non sfuggiva certo come il passaggio fosse dovuto ai dubbi dei circoli politici di Pietroburgo circa la sua eccessiva francofilia.
Pozzo rimase ambasciatore a Londra sino al 1839, quando, ormai settantacinquenne e con qualche problema di salute, si ritirò dal servizio diplomatico.

### Esito
Si ritirò a Parigi, ove morì il 15 febbraio 1842, nella sua residenza all'Hôtel de Soyécourt, in rue de l'Université, circa vent'anni dopo il suo grande nemico Napoleone I.
È sepolto nel cimitero di Père-Lachaise.

## I legami familiari

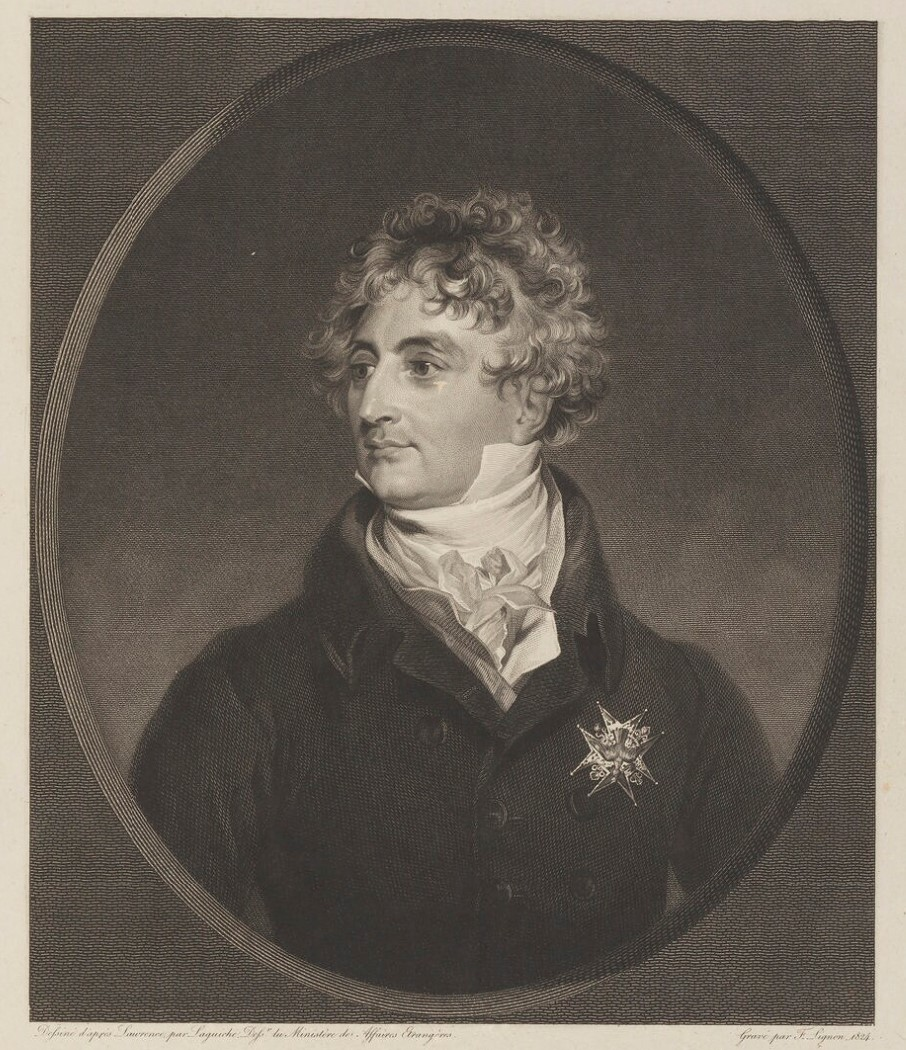
Ritratto del Duca di Richelieu.

Pur dall'alto della sua posizione, pare che egli si rifiutasse di sostenere la famiglia del padre del futuro economista e rivoluzionario Louis Blanc, del quale era prozio materno.  Probabilmente a causa della fedeltà da questo ramo mantenuta nei confronti di Napoleone e di suo fratello Giuseppe, che il padre del Blanc aveva seguito nel corso dello sfortunato regno di Spagna. Come nel caso del suo rapporto con Napoleone si può ben dire che il Pozzo, da buon còrso, aveva memoria da elefante.
Pozzo, d'altra parte, non aveva mancato di capitalizzare la propria grande influenza su Luigi XVIII (e anche su Carlo X) per nominare propri fedeli nei posti chiave dell'amministrazione della Corsica.
Qui, eliminata la concorrenza dei Buonaparte, suo nuovo avversario era la famiglia Sébastiani, rappresentata in particolare da Orazio Sebastiani e da suo fratello Tiburce. Con l'avvento della Monarchia di Luglio, questi ultimi ebbero, finalmente, l'occasione di recuperare influenza sull'isola, diminuendo grandemente quella del Pozzo e venendo eletti, entrambi, al parlamento di Parigi.